# Olympische Winterspiele 1998/Snowboard
Bei den XVIII. Olympischen Spielen 1998 in Nagano war Snowboarden zum ersten Mal olympische Sportart. Männer und Frauen bestritten je zwei Disziplinen. Austragungsorte waren Shigakōgen und der Kanbayashi Snowboard Park (Halfpipe), beide in Yamanouchi.

## Bilanz

### Medaillenspiegel
| Platz | Land               | Gold | Silber | Bronze | Gesamt |
| ----- | ------------------ | ---- | ------ | ------ | ------ |
| 1     | Deutschland        | 1    | 1      | –      | 2      |
| 2     | Schweiz            | 1    | –      | 1      | 2      |
| 3     | Frankreich         | 1    | –      | –      | 1      |
| 3     | Kanada             | 1    | –      | –      | 1      |
| 5     | Norwegen           | –    | 2      | –      | 2      |
| 6     | Italien            | –    | 1      | –      | 1      |
| 7     | Vereinigte Staaten | –    | –      | 2      | 2      |
| 8     | Österreich         | –    | –      | 1      | 1      |

### Medaillengewinner
| Konkurrenz   | Gold            | Silber         | Bronze          |
| ------------ | --------------- | -------------- | --------------- |
| Riesenslalom | Ross Rebagliati | Thomas Prugger | Ueli Kestenholz |
| Halfpipe     | Gian Simmen     | Daniel Franck  | Ross Powers     |

| Konkurrenz   | Gold         | Silber              | Bronze        |
| ------------ | ------------ | ------------------- | ------------- |
| Riesenslalom | Karine Ruby  | Heidi Renoth        | Brigitte Köck |
| Halfpipe     | Nicola Thost | Stine Brun Kjeldaas | Shannon Dunn  |

## Ergebnisse Männer

### Riesenslalom
| Platz | Land | Sportler            | Zeit (min) |
| ----- | ---- | ------------------- | ---------- |
| 1     | CAN  | Ross Rebagliati     | 2:03,96    |
| 2     | ITA  | Thomas Prugger      | 2:03,98    |
| 3     | SUI  | Ueli Kestenholz     | 2:04,08    |
| 4     | AUT  | Dieter Krassnig     | 2:04,33    |
| 5     | FRA  | Mathieu Bozzetto    | 2:04,57    |
| 6     | USA  | Chris Klug          | 2:05,25    |
| 7     | AUT  | Martin Freinademetz | 2:05,34    |
| 8     | FRA  | Maxence Idesheim    | 2:05,52    |
| 9     | AUT  | Dieter Happ         | 2:07,05    |
| 10    | NED  | Thedo Remmelink     | 2:07,25    |
|       |      |                     |            |
| 14    | GER  | Dieter Moherndl     | 2:10,03    |
| 25    | GER  | Bernd Kroschewski   | 1:03,53    |

Datum: 8. Februar 1998
9:30 Uhr (1. Lauf), 13:00 Uhr (2. Lauf)
Strecke: Yakebitai-yama

Start: 1960 m, Ziel: 1670 m, Höhendifferenz: 290 m

Kurssetzer 1. Lauf: Peter Foley (USA), 40 Tore

Kurssetzer 2. Lauf: Björn Andersson (SWE), 38 Tore
41 Teilnehmer, 28 in der Wertung. Im ersten Lauf disqualifiziert u. a.: André Grütter (SUI), Gilles Jaquet (SUI), Fadri Mosca (SUI). Im zweiten Lauf disqualifiziert u. a.: Siegfried Grabner (AUT).
Rebagliati wurde zunächst die Goldmedaille aberkannt, nachdem in seiner Dopingprobe Spuren von Marihuana nachgewiesen worden waren. Der Internationale Sportgerichtshof hob diese Entscheidung umgehend auf, da das IOC ohne Rechtsgrundlage geurteilt hatte.

### Halfpipe
| Platz | Land | Sportler                | Punkte |
| ----- | ---- | ----------------------- | ------ |
| 1     | SUI  | Gian Simmen             | 85,20  |
| 2     | NOR  | Daniel Franck           | 82,40  |
| 3     | USA  | Ross Powers             | 82,10  |
| 4     | SUI  | Fabien Rohrer           | 78,70  |
| 5     | FRA  | Guillaume Chastagnol    | 78,30  |
| 6     | SWE  | Jacob Söderqvist        | 77,80  |
| 7     | FIN  | Sebu Kuhlberg           | 76,80  |
| 8     | CAN  | Michael Michalchuk      | 76,00  |
| 9     | CAN  | Brett Carpentier        | 75,60  |
| 10    | FRA  | Jonathan Collomb-Patton | 75,50  |
|       |      |                         |        |
| 17    | GER  | Xaver Hoffmann          | 38,20  |
| 24    | AUT  | Max Plötzeneder         | 35,90  |
| 27    | SUI  | Bertrand Denervaud      | 35,30  |
| 32    | SUI  | Patrik Hasler           | 32,10  |

Datum: 12. Februar 1998
Anlage: Kanbayashi Snowboard Park

Neigung: 18°, Länge: 120 m, Breite: 15,4 m, innere Wandhöhe: 3,5 m

36 Teilnehmer

## Ergebnisse Frauen

### Riesenslalom
| Platz | Land | Sportlerin                  | Zeit (min) |
| ----- | ---- | --------------------------- | ---------- |
| 1     | FRA  | Karine Ruby                 | 2:17,34    |
| 2     | GER  | Heidi Renoth                | 2:19,17    |
| 3     | AUT  | Brigitte Köck               | 2:19,42    |
| 4     | ITA  | Lidia Trettel               | 2:19,71    |
| 5     | AUT  | Ursula Fingerlos            | 2:20,36    |
| 6     | ITA  | Marion Posch                | 2:21,34    |
| 7     | ITA  | Dagmar Mair unter der Eggen | 2:22,42    |
| 8     | AUT  | Isabel Zedlacher            | 2:22,92    |
| 9     | GER  | Sandra Farmand              | 2:23,10    |
| 10    | SWE  | Marie Birkl                 | 2:23,91    |
| 11    | SUI  | Cécile Plancherel           | 2:24,07    |
| 14    | AUT  | Heidi Jaufenthaler          | 2:27,94    |
|       |      |                             |            |
| 18    | SUI  | Renate Keller               | 2:31,80    |
| 24    | SUI  | Steffi von Siebenthal       | 1:21,93    |

Datum: 10. Februar 1998
9:00 Uhr (1. Lauf), 11:30 Uhr (2. Lauf)
Strecke: Yakebitai-yama

Start: 1960 m, Ziel: 1670 m, Höhendifferenz: 290 m

Kurssetzer 1. Lauf: Pierre Garnier (FRA), 38 Tore

Kurssetzer 2. Lauf: Marian Schlechter (GER), 36 Tore
34 Teilnehmerinnen, 24 in der Wertung. Im zweiten Lauf disqualifiziert u. a.: Isabelle Blanc (FRA).

### Halfpipe
| Platz | Land | Sportler            | Punkte |
| ----- | ---- | ------------------- | ------ |
| 1     | GER  | Nicola Thost        | 74,60  |
| 2     | NOR  | Stine Brun Kjeldaas | 74,20  |
| 3     | USA  | Shannon Dunn        | 72,80  |
| 4     | USA  | Cara-Beth Burnside  | 72,60  |
| 5     | CAN  | Maëlle Ricker       | 71,10  |
| 6     | FIN  | Minna Hesso         | 70,80  |
| 7     | SWE  | Jenny Jonsson       | 65,90  |
| 8     | SWE  | Jennie Waara        | 62,70  |
| 9     | AUT  | Nicola Pederzolli   | 34,40  |
| 10    | AUT  | Tara Teigen         | 33,30  |
| 11    | SUI  | Anita Schwaller     | 32,20  |
|       |      |                     |        |
| 15    | GER  | Sabine Wehr-Hasler  | 30,50  |
| 17    | AUT  | Ulrike Hölzl        | 29,10  |
| 26    | GER  | Sandra Farmand      | 22,10  |

Datum: 12. Februar 1998
Anlage: Kanbayashi Snowboard Park

Neigung: 18°, Länge: 120 m, Breite: 15,4 m, innere Wandhöhe: 3,5 m

26 Teilnehmerinnen